# It Was a Good Day
It Was a Good Day (znany również jako Today Was a Good Day) – hip-hopowy utwór amerykańskiego rapera Ice Cube’a wydany w lutym 1993 jako drugi singiel jego trzeciego albumu solowego, The Predator.
Utwór znalazł się na 81. pozycji listy najlepszych utworów hip-hopowych wszech czasów według sieci About.com oraz na 77. pozycji listy stu najlepszych utworów muzycznych lat 90. według stacji VH1.

## Produkcja
Pierwotnie utwór w postaci dema Ice Cube nagrał w swoim domowym studiu muzycznym, a następnie zaniósł je do wytwórni Echo Sound Studios w Los Angeles celem wydania wersji albumowej w 1992 roku.
Ice Cube skomentował koncepcję powstania swojego utworu:

Inspiracją było moje życie w tamtym czasie. [...] Byłem na szczycie rapowej gry. To działo się w lato 1992 roku. Byłem w pokoju hotelowym w stanie euforii. Miałem tyle pieniędzy, ile sobie wymarzyłem. Byłem w dobrym nastroju. I pamiętam o myśli: „Okej, były zamieszki. Ludzie wiedzą, że sobie z tym poradzę. To jest podane. Ale rapuję w tych wszystkich sprawach związanych z gangsterką – a co ze wszystkimi dobrymi dniami, które przeżyłem?”.

Początkowo sampel utworu „Footsteps in the Dark” zespołu The Isley Brothers zaniósł do studia muzycznego, a DJ Pooh wzbogacił go o basy oraz jego wokal.
Utwór został wydany wielokrotnie, włączając w to album największych hitów Ice Cube’a.

## Utwór w kulturze popularnej
It Was a Good Day wraz z innym utworem wykonawcy, Check Yo Self pojawiło się w jednej ze stacji radiowych w grze Grand Theft Auto: San Andreas.

## Pozycje na listach przebojów i certyfikacje

### Cotygodniowe listy
| Lista (1993)                   | Pozycja |
| ------------------------------ | ------- |
| UK Singles Chart               | 27      |
| Billboard Hot 100              | 15      |
| US Hot R&B Singles (Billboard) | 7       |
| Billboard Rap Songs            | 1       |

### Coroczne listy
| Lista (1993)         | Pozycja |
| -------------------- | ------- |
| US Billboard Hot 100 | 78      |
| US Hot R&B Singles   | 49      |
| US Hot Rap Songs     | 25      |

### Certyfikacje
| Państwo                  | Status | Sprzedaż |
| ------------------------ | ------ | -------- |
| Stany Zjednoczone (RIAA) | złoto  | 600 000  |